# 横大道聡
横大道 聡（よこだいどう さとし、1979年 - ）は、日本の法学者。専門は憲法学。慶應義塾大学大学院法務研究科教授。

## 人物・経歴
新潟県生まれ。新潟県立新潟南高等学校を経て、2002年青山学院大学法学部卒業。2007年慶應義塾大学大学院法学研究科博士後期課程単位取得退学。博士（法学）。鹿児島大学教育学部専任講師、同准教授、慶應義塾大学大学院法務研究科准教授を経て、2018年から同教授。法務省司法試験予備試験考査委員、港区個人情報保護運営審議会委員、大学入試センター教科科目第一委員会委員等も歴任。

## 著書
- 『地域に学ぶ憲法演習』（新井誠, 小谷順子と共編著）日本評論社 2011年
- 『現代国家における表現の自由 : 言論市場への国家の積極的関与とその憲法的統制』弘文堂 2013年
- 『入門・安全と情報』（山本龍彦, 大林啓吾, 新井誠と共編集）成文堂 2015年
- 『アーキテクチャと法 : 法学のアーキテクチュアルな転回？』（稻谷龍彦, 片桐直人, 栗田昌裕, 成原慧, 山本龍彦と共著）弘文堂 2017年
- 『変容するテロリズムと法 : 各国における〈自由と安全〉法制の動向』（大沢秀介, 新井誠と共編著）弘文堂 2017年
- 『憲法判例の射程』（編著）弘文堂 2017年
- 『アメリカ合衆国における政府の憲法解釈』国立国会図書館 2019年
- 『日常のなかの〈自由と安全〉 : 生活安全をめぐる法・政策・実務』（小山剛, 新井誠と共編）弘文堂 2020年
- 『憲法学の現在地 : 判例・学説から探究する現代的論点』（山本龍彦と共編著）日本評論社 2020年
- 『憲法 1』（新井誠, 曽我部真裕, 佐々木くみと共著）日本評論社 2021年
- 『憲法 2』（新井誠, 曽我部真裕, 佐々木くみと共編）日本評論社 2021年
- 『グローバル化のなかで考える憲法』（新井誠, 菅原真, 堀口悟郎と共編）弘文堂 2021年
- 『法学概説』（神野潔, 岡田順太と共編）弘文堂 2022年
- 『「分断」と憲法 : 法・政治・社会から考える』（新井誠, 友次晋介と共編）弘文堂 2022年